# Dominique Khalfouni
Dominique Khalfouni, née le 23 juin 1951 à Charenton-le-Pont, est une danseuse française, ancienne étoile du Ballet de l'Opéra national de Paris (1976-1980) et professeure de danse classique.

## Biographie
Après avoir commencé la danse dès l'âge de quatre ans et demi et intégré à l'âge de neuf ans l'École de danse de l'Opéra de Paris, elle a été engagée dans le corps de ballet et a reçu les conseils d'Yvette Chauviré. En 1976, elle est devenue étoile, le soir de la première d'Ivan le Terrible dans lequel elle tenait le rôle d'Anastasia, une nomination qui fut particulièrement retentissante. Dominique Khalfouni présente en effet la très rare caractéristique d'être devenue étoile sans avoir été première danseuse.
Dans la même année Pierre Lacotte a créé pour elle un pas de deux Le Papillon. La première a eu lieu à l'Opéra le 23 décembre (chorégraphe lui-même était son partenaire comme un artiste invité).[pas clair]
Dans les années 1980, elle a notamment travaillé aux côtés de Roland Petit et de Mikhaïl Barychnikov. Après avoir travaillé durant six mois avec l'American Ballet Theatre et voyagé à travers toute l'Amérique, elle s'installera définitivement à Marseille chez Roland Petit.
Dans les années 1990, Dominique Khalfouni a progressivement abandonné la scène et s'est mise à enseigner la danse à l'Opéra de Marseille, puis à l'École nationale supérieure de danse de Marseille.
Au début des années 2000, elle s'est réinstallée à Paris où elle a ouvert, en septembre 2004, sa classe de formation pré-professionnelle au sein de l'Institut de formation Rick Odums.
Elle est la mère de Mathieu Ganio, danseur étoile à l'Opéra de Paris, ainsi que de Marine Ganio, première danseuse au sein de la même compagnie.

## Décoration
Un reportage complet sur sa vie et celle de son fils, Comme un rêve, a été réalisé par Marlène Ionesco.